# Akáciacinege
Az akáciacinege  (Parus cinerascens) a verébalakúak (Passeriformes) rendjébe, ezen belül a cinegefélék (Paridae) családjába tartozó kis termetű, 15 centiméter hosszú madárfaj.
Angola, Botswana, Namíbia, Dél-Afrika és Zimbabwe szubtrópusi száraz lombhullató erdeiben és szavannáin él. Elsősorban pókokkal és rovarokkal táplálkozik, de gyümölcsöket, magokat is fogyaszt. Monogám, faodúkban fészkel, októbertől decemberig költ. A nőstény 3-6 tojást rak le, melyekből a fiókák 14-15 nap alatt kelnek ki. Költés alatt a hím táplálja a nőstényt, majd még egy hétig ő látja el élelemmel a családot. Ezt követően a pár együtt táplálja a fiókákat, melyek 20-22 napos korukban hagyják el a fészket. Éneke hasonlít a széncinegééhez (Parus major).

## Alfajai
Két alfaja ismert: 
- P. c. benguelae (B. P. Hall & Traylor, 1959), mely Délnyugat-Angolában és feltételezhetően északnyugat Namíbiában él,
- P. c. cinerascens (Vieillot, 1818), mely Namíbiában, Botswanában, Zimbabweban és Dél-Afrikában fordul elő.

## Külső hivatkozások
- Species text in The Atlas of Southern African Birds
- Parus cinerascens Archiválva 2017. március 14-i dátummal a Wayback Machine-ben